# Strophius fidelis
Strophius fidelis là một loài nhện trong họ Thomisidae.
Loài này thuộc chi Strophius. Strophius fidelis được Cândido Firmino de Mello-Leitão miêu tả năm 1929.